# 中国社会科学院文学研究所
中国社会科学院文学研究所，简称文学所，是中国社会科学院下属的文学研究机构。前身是北京大学文学研究所。1953年创建，1955年划归中国科学院哲学社会科学部。现任所长是刘跃进。
文学所主要对中国文学进行全面、系统、深入的研究，包括美学、文艺理论、古代文学、近代文学、现代文学、当代文学、比较文学、民间文学等学科。文学所现有藏书50万册，藏书量为国内学术机构之冠。